# Gare de Salé-Ville
La gare de Salé-Ville est une gare ferroviaire située à Salé au Maroc

## Présentation
La nouvelle gare, qui a nécessité un investissement de 15 millions de dirhams, est dotée d'équipements modernes avec un hall spacieux de 570 mètres carrés, plusieurs guichets de billetterie, une signalétique lumineuse, des locaux sanitaires, des bancs sur les quais et dans le hall, des locaux commerciaux, une buvette et un parking de 4 600 mètres carrés d'une capacité de 220 voitures.

## Correspondances

### Tramway
Une station du tramway de Rabat-Salé est située à proximité.

### Bus
La gare est desservie par les lignes de bus ALSA-City Bus  1 ,  3 ,  22 ,  25  et  206 .
A proximité de la gare (250 mètres) passent les lignes  2 ,  4 ,  5 ,  10 ,  23 ,  24 ,  24U  et  26 .